# Municipio de Magnolia (Carolina del Norte)
El municipio de Magnolia (en inglés: Magnolia Township) es un municipio ubicado en el  condado de Duplin en el estado estadounidense de Carolina del Norte. En el año 2010 tenía una población de 3.140 habitantes.

## Geografía
El municipio de Magnolia se encuentra ubicado en las coordenadas 34°54′0.65″N 78°3′46.02″O / 34.9001806, -78.0627833.